# Chaj-sün 01
Chaj-sün 01 je oceánská hlídková loď správy námořní bezpečnosti Čínské lidové republiky. Mezi její hlavní úkoly patří prosazování námořního práva, kontrola znečištění a záchranné operace v Východočínském moři a byla to největší čínská hlídková plavidla pro vymáhání práva, když byla uvedena do provozu.

## Stavba
Plavidlo postavila čínská loděnice Wuchang v Wu-chanu, která je součástí koncernu China Shipbuilding Industry Corporation (CSIC). Kýl plavidla byl založen 18. ledna 2012 a na vodu bylo spuštěno 28. července téhož roku. Do služby bylo přijato 16. dubna 2013.

## Konstrukce
Plavidlo je vybaveno dvěma vodními děly. Na zádi se nachází přistávací plocha a hangár pro jeden vrtulník. Pohonný systém tvoří dva diesely pohánějící dva lodní šrouby. Manévrovací schopnosti zlepšují dva na přídi a jeden na zádi dokormidlovacích zařízení. Nejvyšší rychlost přesahuje 20,8 uzlů. Dosah přesahuje 10 000 námořních mil. Autonomie provozu přesahuje 45 dnů.